# Felix Santschi
Felix Santschi (* 1. Dezember 1872 in Bex; † 20. November 1940 in Lausanne) war ein Schweizer Entomologe und Arzt. Sein Forschungsschwerpunkt war die Ameisenforschung (Myrmekologie).

## Leben
Santschi war der Sohn des Tapezierers Xavier Conrad Santschi und seiner Frau Lydie, geborene Reymond. Seine Familie lebte zunächst in Menton an der Côte d’Azur. Nach einem Erdbeben wanderte sie nach Buenos Aires aus und zog dann nach Lausanne. Von 1895 bis 1897 war Santschi Assistent für Anatomie und Hilfspräparator an der Universität Lausanne, wo er auch für Frédéric Édouard Bugnion tätig war. 1896 brach er mit Auguste Forel und Bugnion zu Forschungsaufenthalten nach Kolumbien und Venezuela auf, wo sie Ameisen sammelten. Mit Bugnions Unterstützung absolvierte er ab 1895 ein Medizinstudium an der Universität Lausanne, das er im Jahr 1900 abschloss. Aufgrund der Nichterlangung der eidgenössischen Matura blieb ihm jedoch eine Praktizierung verwehrt. 1901 ging er nach Tunesien, wo er sich zunächst in Tunis niederließ und dann in Kairouan als erster ausländischer Arzt eine Praxis eröffnen durfte. Von den Tunesiern erhielt er den Namen „Tabib-en-neml“, was übersetzt „Ameisendoktor“ bedeutet. 1902 heiratete er Emma Sulger.
Santschi beschrieb rund 2000 Arten und Unterarten von Ameisen. Er war der Erste, der die Orientierungsfähigkeiten der Ameisen im Feld untersuchte. Ein 1922 im korsischen Poggiolo durchgeführtes Experiment zeigte, dass Ameisen ihr Ziel erreichten, wenn der Himmel wolkenlos oder sogar ein Teil davon sichtbar war. Dies nannte er siderische (nach der Sonne gerichtete) Orientierung. Wenn der Himmel vollständig verdunkelt war, verloren sie ihre Orientierung. 1949 entdeckte Karl von Frisch die Fähigkeit von Bienen, den Grad der Lichtpolarisation zu differenzieren, was sich auch auf Santschis Forschung mit Ameisen übertragen lässt. Zwischen 1906 und 1938 veröffentlichte er rund 188 Fachartikel und Bücher. 1940 kehrte er in die Schweiz zurück. Santschi war Mitglied der Schweizerischen Entomologischen Gesellschaft (SEG).

## Ehrungen und Dedikationsnamen
1985 gründete die Universität Zürich die Felix-Santschi-Stiftung. Nach Santschi sind die Arten Amblyopone santschii (Menozzi, 1922), Brachymyrmex santschii Menozzi, 1927, Crematogaster santschii Forel, 1913, Dorymyrmex santschii Gallardo, 1917, Leptanilla santschii Wheeler & Wheeler, 1930, Minosia santschii Dalmas, 1921, Monomorium santschii (Forel, 1905), Myopias santschii (Viehmeyer, 1914), Oligomyrmex santschii Weber, 1943, Opopaea santschii Brignoli, 1974, Oxyopomyrmex santschii Forel, 1904, Polyrhachis santschii Mann, 1919, Pseudomicroides santschii (von Schulthess, 1925), Pseudomyrmex santschii (Enzmann, 1944), Solenopsis santschii Forel, 1905 und Talanites santschii Dalmas, 1918 benannt.